# Кукмака
Кукмака (словен. Kukmaka) — поселення в общині Велике Лаще, Осреднєсловенський регіон, Словенія. 
Висота над рівнем моря: 506,6 м.